# Фахретдинов, Ринат Ряшитович
Рина́т Раши́тович Фахретди́нов (тат. Ринат Рәшит улы Фәхретдинов; род. 28 сентября 1991 года, село Белозерье, Мордовия, Россия) — российский боец смешанных единоборств, выступающий в UFC. В данный момент выступает в полусреднем весе.

## Биография
Ринат родился 28 сентября 1991 в городе Саранск. О детских и юношеских годах бойца практически ничего неизвестно, кроме того, что он рос в небогатой татарской семье. Окончив школу, Фахретдинов поступил в Мордовский государственный университет, чтобы выучиться на юриста. Но, в связи с непростым финансовым положением, вынужден был учиться на заочном отделении, а в свободное время – работать. В 20 лет он принял решение переехать в Москву, так как там было больше возможностей для заработка. Устроившись одновременно на три работы, юноша захотел хотя бы как-то разбавить унылые будни, и стал ходить по вечерам в один из залов по боевому самбо. Постепенно, у него начало получаться, и тренировочный процесс стал приносить все больше удовольствия. Выезды на соревнования, первые победы и даже спортивные разряды – талант Рината становился все более и более заметен его тренерам. К слову, своего подопечного они периодически оставляли на замену, когда уезжали, и благодаря этому, «Гладиатор» обрел новую работу. Желая улучшить финансовую ситуацию, спортсмен начал преподавать самбо в 3 залах и проводить индивидуальные занятия. А помимо того, трудился в офисе, помощником юриста. Со временем, когда Ринат начал выигрывать на чемпионатах Москвы, а после выезжать на всероссийские и международные турниры, его стало все больше тянуть к смешанным единоборствам, ведь там можно было реализовать себя как бойца, и со временем выйти на неплохие гонорары. Но все пошло вовсе не так, как ему хотелось.
Профессиональная карьера началась в 2013 году. На сегодняшний день Фахретдинов является мастером спорта по боевому самбо, мастером спорта по панкратиону, а также мастером спорта по ММА. 23-го января 2021 года подписал контракт с самой сильнейшей лигой смешанных единоборств UFC. Ринат Фахретдинов — один из перспективных российских бойцов ММА. За свою бойцовскую карьеру выиграл большинство своих поединков. Все победы, за редким исключением, он одерживал досрочно, в первом же раунде. Его излюбленная «удушающая гильотина» лишила надежд на победу немало сильных бойцов как российского, так и мирового уровня. Ринат является представителем команды клуба GoldstarFit.

## Тренерский состав
Тренироваться Ринат начал в 13 лет под руководством тренера Равиля Габдуллина и тренера Боконяева Александра (с 15 лет).
Текущий тренерский состав:
- Юсуп Саадулаев
- Мухаммад Камилов

## Титулы и достижения
- Чемпион GFC в среднем весе
- Чемпион Москвы по боевому самбо
- Чемпион Москвы по панкратиону
- Серебряный призёр чемпионата России по боевому самбо
- Бронзовый призёр чемпионата России по панкратиону
- Чемпион мира по боевому самбо среди силовых структур
- На октябрь 2023 входит в топ 15 бойцов UFC полусреднего веса[5]

## Статистика в профессиональном ММА
| Боёв 25  | Побед 23 | Поражений 1 |
| -------- | -------- | ----------- |
| Нокаутом | 10       | 0           |
| Сдачей   | 7        | 0           |
| Решением | 6        | 1           |
| Ничьи    | 1        | 1           |

| Результат | Рекорд | Соперник                  | Способ                                 | Турнир                                                       | Дата             | Раунд | Время | Место                                   | Примечание  |
| --------- | ------ | ------------------------- | -------------------------------------- | ------------------------------------------------------------ | ---------------- | ----- | ----- | --------------------------------------- | ----------- |
| Победа    | 23-1-1 | Карлус Леал               | Решением (единогласным)                | UFC 308                                                      | 26 октября 2024  | 3     | 5:00  | Абу-Даби, Объединённые Арабские Эмираты |             |
| Победа    | 22-1-1 | Николас Долби             | Решением (раздельным)                  | UFC on ABC: Уиттакер vs. Алискеров                           | 22 июня 2024     | 3     | 5:00  | Эр-Рияд, Саудовская Аравия              |             |
| Ничья     | 21-1-1 | Элизеу Залески дус Сантус | Решением большинства                   | UFC Fight Night 231: Алмейда vs. Льюис                       | 4 ноября 2023    | 3     | 5:00  | Сан-Паулу, Бразилия                     |             |
| Победа    | 21-1   | Кевин Ли                  | Удушающим приёмом (гильотина)          | UFC on ESPN: Стрикленд vs. Магомедов                         | 1 июля 2023      | 1     | 00:55 | Лас-Вегас, США                          |             |
| Победа    | 20-1   | Брайан Баттл              | Решением (единогласным)                | UFC Fight Night 216 - Каннонир- Стрикланд                    | 17 декабря 2022  | 3     | 5:00  | Лас-Вегас, США                          |             |
| Победа    | 19-1   | Андреас Михайлидис        | Решением (единогласным)                | UFC Fight Night 207: Волков - Розенстрайк                    | 4 июня 2022      | 3     | 5:00  | Лас-Вегас, США                          | Дебют в UFC |
| Победа    | 18-1   | Эрик Спайсли              | Нокаутом (удар)                        | UAE Warriors UAE Warriors 15                                 | 15 января 2021   | 1     | 0:55  | Абу-Даби, Объединённые Арабские Эмираты |             |
| Победа    | 17-1   | Джонни Карлос             | Решением (единогласным)                | GFC 16                                                       | 30 августа 2019  | 3     | 5:00  | Астрахань, Россия                       |             |
| Победа    | 16-1   | Альберто Перейра          | Удушающим приёмом (гильотина)          | GFC 11 GFC 11                                                | 3 мая 2019       | 1     | 4:13  | Пенза, Россия                           |             |
| Победа    | 15-1   | Владимир Мигович          | Техническим нокаутом (удары)           | "Битва на Волге 9": Витасович против Терегулова              | 17 февраля 2019  | 1     | 1:09  | Москва, Россия                          |             |
| Победа    | 14-1   | Виктор Шабалов            | Удушающим приёмом (гильотина)          | Red City Fights / Samara MMA Federation: "Битва на Волге 7"  | 4 ноября 2018    | 2     | 3:15  | Казань, Татарстан, Россия               |             |
| Победа    | 13-1   | Байрам Мамедов            | Удушающим приёмом (сзади)              | Samara MMA Federation: "Битва на Волге 4"                    | 11 мая 2018      | 1     | 3:59  | Самара, Россия                          |             |
| Победа    | 12-1   | Кевин Оливер              | Техническим нокаутом (удары)           | Prosperity Fight Promo: "Битва за Самару"                    | 2 февраля 2018   | 1     | 4:13  | Самара, Россия                          |             |
| Победа    | 11-1   | Нургази Калдар            | Техническим нокаутом (удары)           | SFC Наследие Спарты 3                                        | 12 августа 2017  | 1     | 0:50  | Ботлих, Дагестан, Россия                |             |
| Победа    | 10-1   | Эмин Агаев                | Техническим нокаутом (удары)           | LOS Наследие Спарты 3                                        | 14 августа 2016  | 1     | 0:10  | Ботлих, Дагестан, Россия                |             |
| Победа    | 9-1    | Денис Гунич               | Решением (единогласным)                | OFS - Octagon Fighting Sensation 8                           | 8 мая 2016       | 3     | 5:00  | Москва, Россия                          |             |
| Победа    | 8-1    | Мелис Жолдошев            | Удушающим приёмом (гильотина)          | WEF - World Ertaymash Federation 2                           | 15 марта 2015    | 2     | 2:04  | Бишкек, Киргизия                        |             |
| Победа    | 7-1    | Юрий Ильин                | Техническим нокаутом (удары)           | LOS - Наследие Спарты 1                                      | 14 сентября 2014 | 1     | 2:15  | Москва, Россия                          |             |
| Победа    | 6-1    | Эриксон Бетао             | Удушающим приёмом (гильотина)          | Fight Star - Саранск против Пензы                            | 5 сентября 2014  | 1     | 2:05  | Саранск, Мордовия, Россия               |             |
| Победа    | 5-1    | Равшан Ахмедов            | Техническим нокаутом (остановка углом) | No. 1 Martial Arts Club Beginning of the Road: Finals        | 22 ноября 2013   | 2     | 4:33  | Москва, Россия                          |             |
| Победа    | 4-1    | Магомед Исаев             | Удушающим приёмом (сзади)              | No. 1 Martial Arts Club Beginning of the Road: Semifinals    | 27 октября 2013  | 1     | 2:22  | Москва, Россия                          |             |
| Победа    | 3-1    | Марат Бекмуратов          | Техническим нокаутом (удары)           | No. 1 Martial Arts Club Beginning of the Road: Quarterfinals | 22 сентября 2013 | 1     | 0:30  | Москва, Россия                          |             |
| Победа    | 2-1    | Павел Бодров              | Техническим нокаутом (удары)           | RC - Razdolie Cup 2                                          | 30 июня 2013     | 1     | 2:30  | Москва, Россия                          |             |
| Поражение | 1-1    | Айгун Ахмедов             | Решением (единогласным)                | WH - Igor Vovchanchyn Cup 3                                  | 5 июня 2013      | 2     | 5:00  | Харьков, Украина                        |             |
| Победа    | 1-0    | Александр Свирид          | Техническим нокаутом (удары)           | WH - Igor Vovchanchyn Cup 3                                  | 5 июня 2013      | 2     | 0:41  | Харьков, Украина                        |             |

## Статистика в любительском ММА
| Результат | Рекорд | Соперник       | Способ                     | Турнир                              | Дата            | Раунд | Время | Место          | Примечание |
| --------- | ------ | -------------- | -------------------------- | ----------------------------------- | --------------- | ----- | ----- | -------------- | ---------- |
| Победа    | 1-1    | Шамиль Рафиков | Сабмишном (удушение сзади) | MPF Moscow Open Pankration Cup 2013 | 23 февраля 2013 | 1     | 1:34  | Москва, Россия |            |
| Поражение | 0-1    | Игорь Свирид   | Решением (единогласным)    | MPF Moscow Open Pankration Cup 2013 | 23 февраля 2013 | 1     | 5:00  | Москва, Россия |            |